# Wulfila coamoanus
Wulfila coamoanus là một loài nhện trong họ Anyphaenidae.
Loài này thuộc chi Wulfila. Wulfila coamoanus được Alexander Petrunkevitch miêu tả năm 1930.